# Krnča
Krnča (in ungherese Kerencs) è un comune della Slovacchia facente parte del distretto di Topoľčany, nella regione di Nitra.